# Quecksilber(I)-bromid
Quecksilber(I)-bromid ist eine chemische Verbindung aus der Gruppe der Bromide. Sie liegt in Form eines weißen, geruchlosen Pulvers vor. Bei Einwirkung von Licht färbt es sich mit der Zeit dunkel und bei Erhitzung gelb. Es fluoresziert orange unter UV-Licht.

## Vorkommen
Quecksilber(I)-bromid kommt als Bestandteil des sehr seltenen Minerals Kuzminit Hg2(Br,Cl)2 vor.

## Gewinnung und Darstellung
Quecksilber(I)-bromid kann durch Reaktion von elementarem Quecksilber mit Brom oder durch Zugabe von Natriumbromid oder Kaliumbromid zu einer Lösung von Quecksilber(I)-nitrat gewonnen werden.
{\displaystyle \mathrm {Hg_{2}(NO_{3})_{2}+2\ KBr\longrightarrow Hg_{2}Br_{2}+2\ KNO_{3}} }

## Eigenschaften
Quecksilber(I)-bromid besitzt eine lineare Br-Hg-Hg-Br Struktur mit einem Abstand von 249 pm zwischen den beiden Quecksilberatomen und 271 pm zwischen Quecksilber und Brom.

## Sicherheitshinweise
Bei Quecksilber(I)-bromid besteht die Gefahr der Sensibilisierung der Haut. Die MAK-Kommission stuft Quecksilber und seine Verbindungen als krebserzeugend, Kategorie 3 ein.